# 米饼
米饼是一种用米香制成的扁平硬质食品。虽然它的营养成分很低，但通常被认为是一种低热量食物，并且经常被减肥者用作高热量面包或其他食品的替代品。 

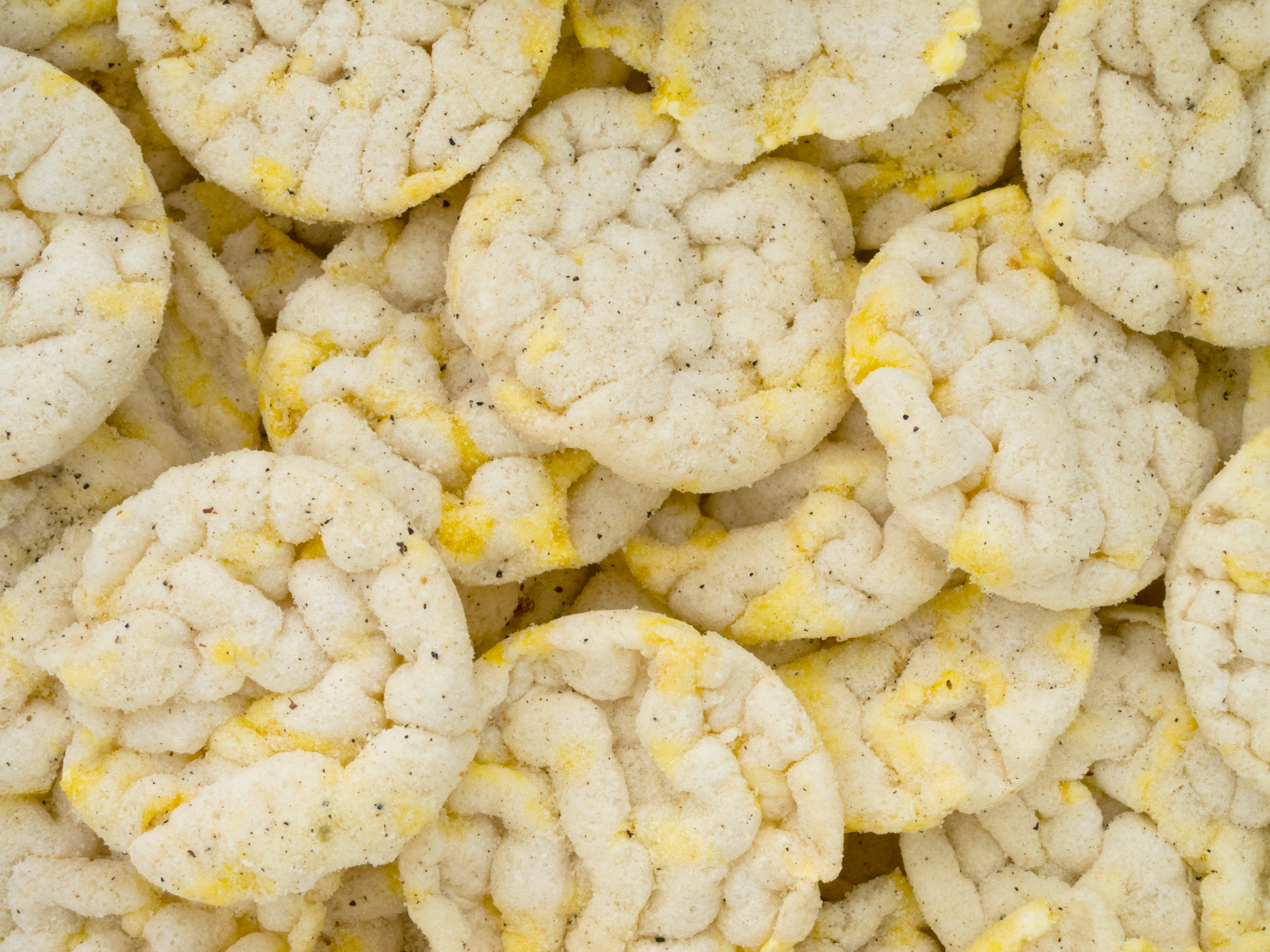
美式米饼
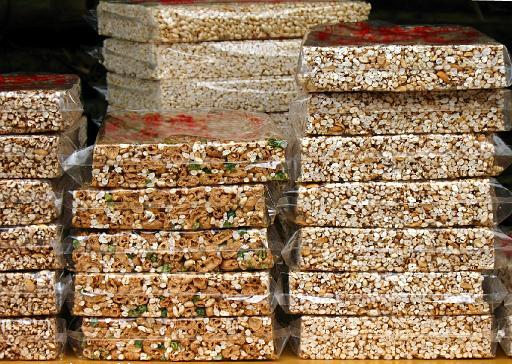
中式米饼
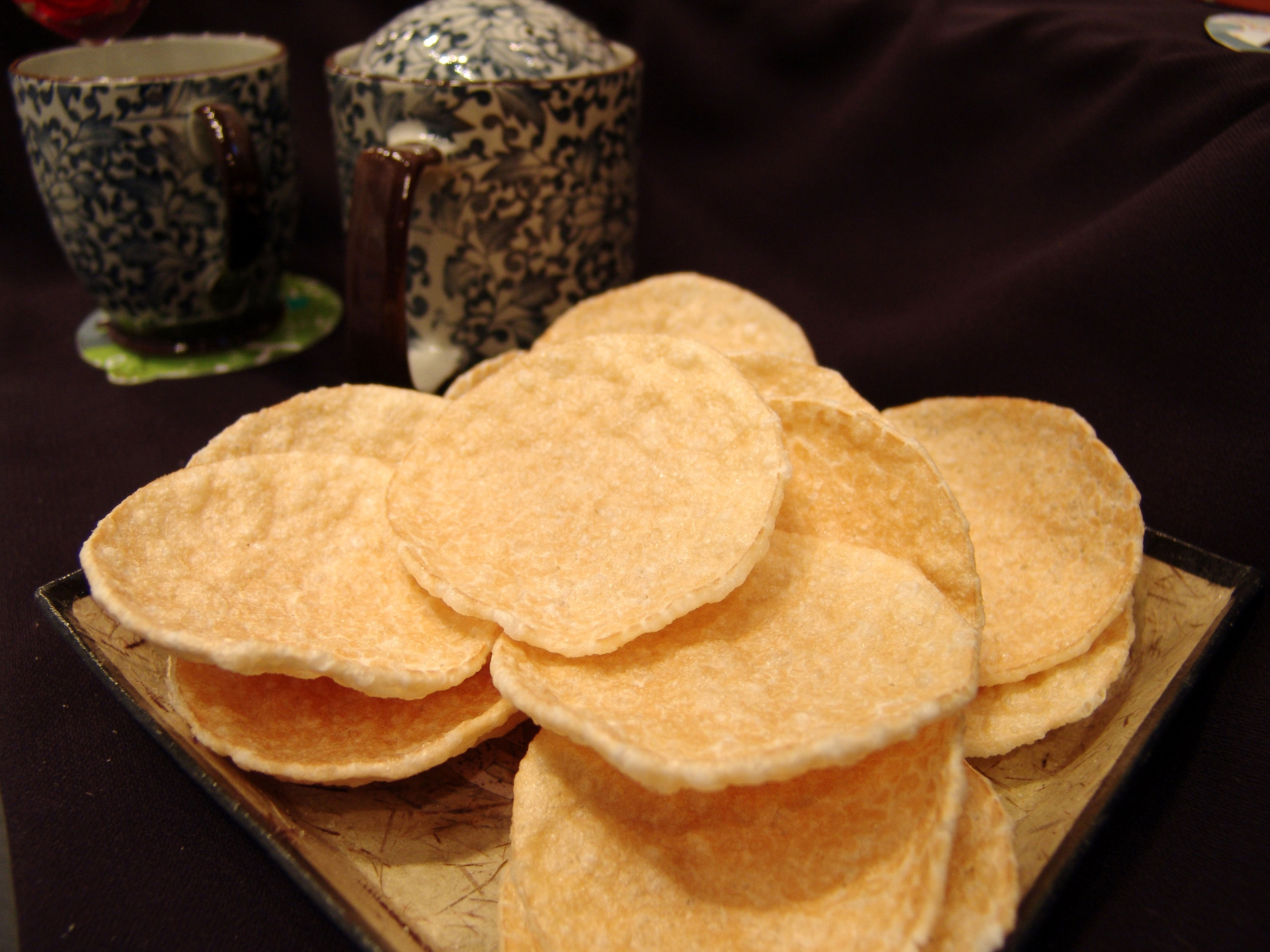
韩国米饼
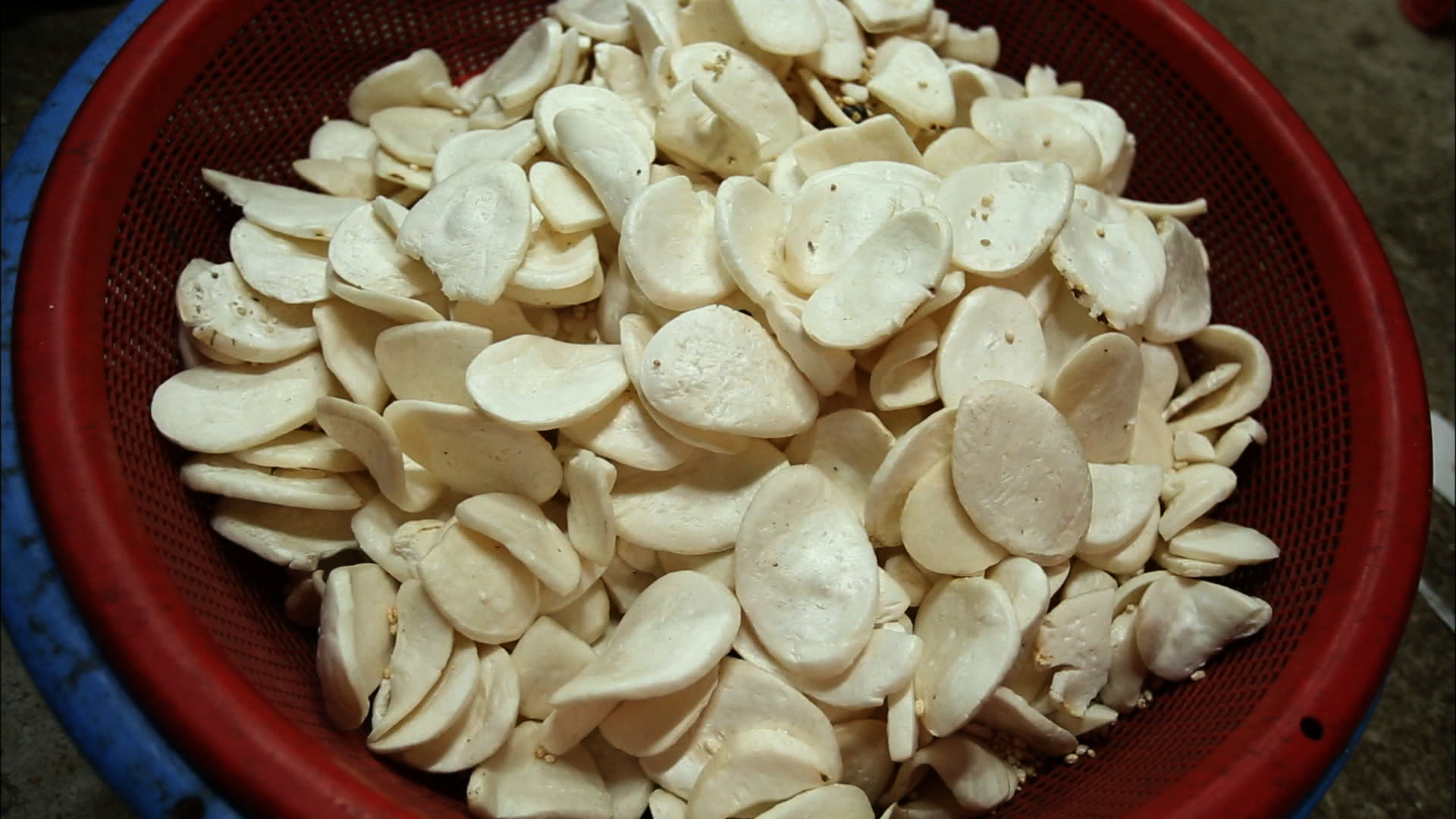
韩国米饼
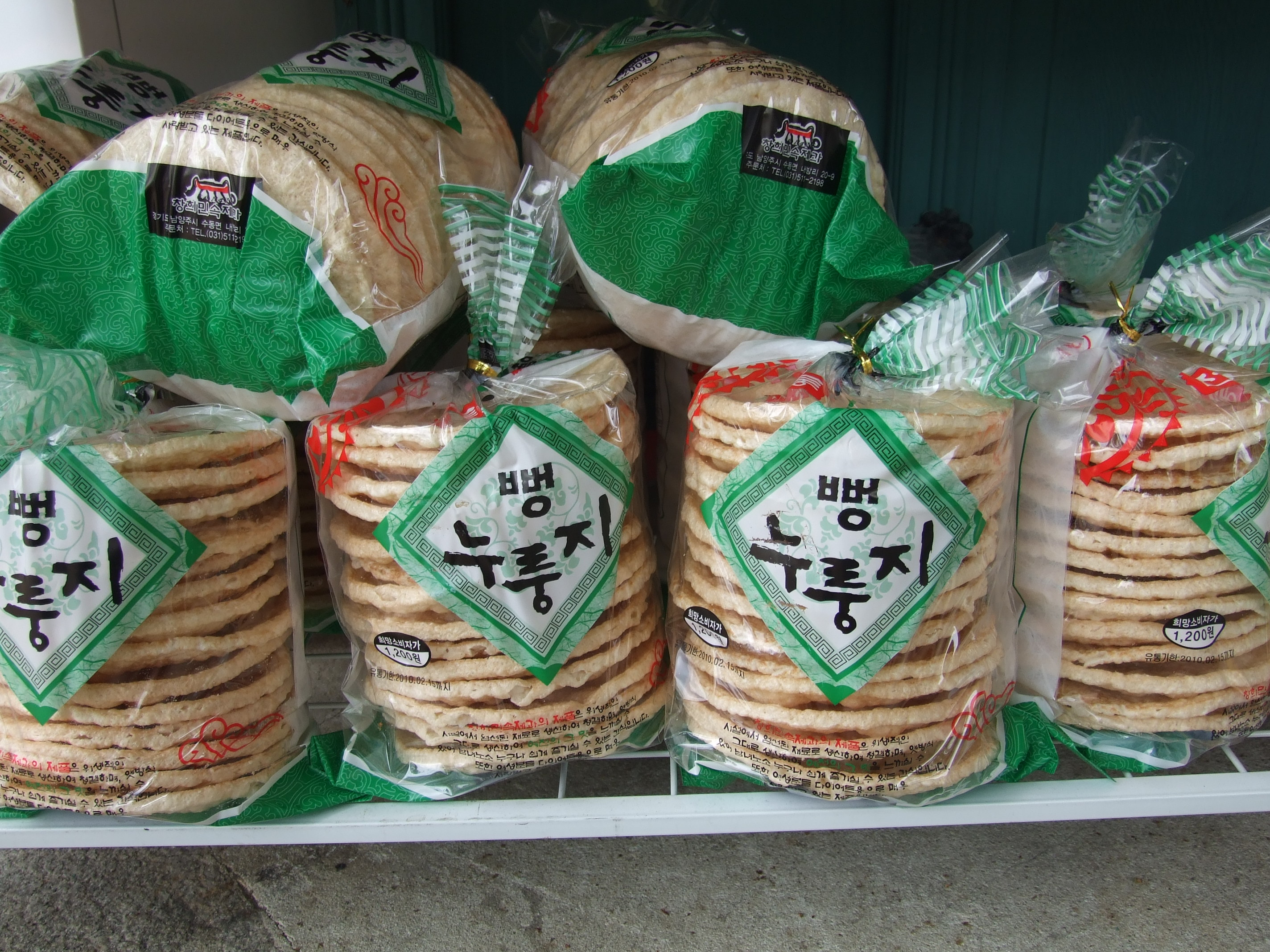
韩国米饼